# السهل (بني سعد)

تعديل مصدري - تعديل

السهل هي إحدى قرى عزلة الشويع بمديرية بني سعد التابعة لمحافظة المحويت، بلغ تعداد سكانها 156 نسمة حسب تعداد اليمن لعام 2004.